# Cherryvale, Kansas
Cherryvale là một thành phố thuộc quận Montgomery, tiểu bang Kansas, Hoa Kỳ. Năm 2010, dân số của xã này là 2367 người.

## Dân số
Dân số các năm:
- Năm 2000: 2386 người
- Năm 2010: 2367 người